# North Golden Valley, Bắc Dakota
North Golden Valley là một lãnh thổ chưa tổ chức thuộc quận Golden Valley, tiểu bang Bắc Dakota, Hoa Kỳ. Năm 2010, dân số của nơi này là 22 người.